# ماركوس وين
ماركوس وين (بالإنجليزية: Marcus Winn)‏ هو لاعب كرة القدم الكندية أمريكي، ولد في 26 ديسمبر 1982 في جاكسون في الولايات المتحدة.